# Последняя фантазия: Всемогущий
«Последняя Фантазия: Всемогущий» — аниме, созданное по мотивам игр серии Final Fantasy. Сюжет аниме не перекликается с играми, однако там присутствуют многие элементы, знакомые поклонникам игр — вызываемые монстры, Чокобо, Муглы и др. В аниме монстры вызываются с помощью Магана и комбинации из трёх патронов Сойла.
В 2006 году сериал был озвучен на русском языке студией «Камертон» и издан на DVD компанией MC Entertainment.

## Сюжет
Однажды посреди моря возник столб света, откуда появились два невиданных чудовища и начали битву… После сражения остался туннель, соединивший два мира — Внешний Мир и Страну Чудес.
Спустя несколько лет близнецы Аи и Ю отправляются в Страну Чудес, чтобы отыскать своих родителей, пропавших там.
Передвижение по Стране Чудес происходит на волшебном поезде, проходящем по Туннелю Измерений.
По дороге дети встречают девушку Лизу, обладающую тайным знанием техники Кигэндзитсу, таинственного человека в чёрном Кадзе, способного побеждать любых врагов с помощью пушки-Магана, гениального изобретателя Сида, и множество других необыкновенных людей и существ. В то же время правитель Страны Чудес начинает охоту за Кадзе, чтобы заполучить его уникальное оружие. Он отправляет на охоту Лордов Гаудиума, но они терпят одну неудачу за другой. Возможно, Кадзе — действительно Всемогущий…

## Персонажи
Макенси/Белое Облако
Один из главных героев FFU. Первоначально в аниме представлялся как отрицательный персонаж, один из Стражей Гаудиума и приспешников Графа. Является Всемогущим из разрушенного Хаосом мира Мистерия, сражается при помощи Макена (макен-волшебный меч), который служит проводником энергии Мистерии напрямую к Макенси, обращая её в туман при помощи которого он и сражается. Испускает дыхание тумана, которое является опасным для обычных людей, поэтому он носит маску, чтобы отфильтровать его, удаляя при этом вероятность того, что туман будет активирован при нормальных условиях. Немногословен, в основном говорит только с Кадзе, и то во время боя. В аниме его часто показывали в тронном зале, сидящего на руках статуи, что находится позади престола графа.
История
Многое из прошлого Макенси, о котором повествуется в Final Fantasy: Unlimited After Spiral 0 и Final Fantasy: Unlimited Before, рассказывает о его детстве проведённом в Мистерии, когда он был принцем и учился фехтованию у своего старшего брата и на тот момент единственного друга — Мадоси. Однако Макенси стремился научиться владеть мечом лучше своего брата, и в итоге, действительно так и вышло, из-за чего в их отношениях с Мадоси произошёл разлад. Когда Хаос напал на мир Макенси, он покинул его и направился к Виндерии, где спас раненую Ауру и встретился с Кадзе. Помогая Кадзе, Макенси превратился в Gun-Dragon, борясь с Chaos Gun-Dragon за Sadoshima на Земле. В конечном итоге Макенси поместил Кадзе в сон, а сам направился служить графу, чтобы как можно больше узнать о Хаосе.
Final Fantasy Unlimited After
Макенси и Крюкс попадают на Землю и помогают Лизе защищать близнецов и Кадзе. Также, до событий Final Fantasy Unlimited After 2 Макенси получает силу своего брата. Крюкс получает способность превращаться в Cross Sword (меч-крест), который Макенси использует вместе с Макеном. В финальном бою Макенси показывает, что его целью является мир, в котором люди смогут жить и выражать своё мнение, не опасаясь Хаоса. Он сопровождает Кадзе в шлюз, чтобы закончить бой с Хаосом раз и навсегда.

## Серии
Каждая серия имеет двойное название. В данной таблице приводятся официальные переводы на английский и русский языки.
| Номер серии | Название серии (англ.)                            | Название серии (рус.)                 |
| ----------- | ------------------------------------------------- | ------------------------------------- |
| 01          | «Wonderland — Journey into the Darkness»          | «Страна Чудес. Путешествие во тьму»   |
| 02          | «Magun — Man of the Black Wind»                   | «Маган. Чёрный Ветер»                 |
| 03          | «Fruit — The Town of Sweet Scent»                 | «Плод. Город сладких ароматов»        |
| 04          | «Makenshi — The White Etude»                      | «Макенси. Белое Облако»               |
| 05          | «Cid — The Adventure of the Underground Waterway» | «Сид. Вояж по подземным каналам»      |
| 06          | «Kigen Arts — The Savior of Souls»                | «Кигэндзитсу. Спаситель душ»          |
| 07          | «Subway — Enemy of the Dimensional Tunnel»        | «Подземка. Враг тоннеля измерений»    |
| 08          | «Soil — The Heart of the Magun»                   | «Соил. Сердце Магана»                 |
| 09          | «Oscha — The Endless Project»                     | «Оска. Бесконечный труд»              |
| 10          | «Mansion — The Memory of Sagiso»                  | «Особняк. Воспоминания орхидеи»       |
| 11          | «Ciel — The Departure of Chocobo»                 | «Поднебесный. Прощание с чокобо»      |
| 12          | «Fungus — Eternal Life»                           | «Фунгус. Вечная жизнь»                |
| 13          | «Meteor — Abominable Memory»                      | «Метеор. Ужасные воспоминания»        |
| 14          | «Omega — Reunion and Departure»                   | «Омега. Воссоединение и исчезновение» |
| 15          | «Jane — The Moving Ocean Puzzle»                  | «Джейн. Океаническая головоломка»     |
| 16          | «Kigen Dragon — Behind the Smile»                 | «Дракон Кигэндзитсу. Прочь улыбки»    |
| 17          | «Frog — A Tiny Huge Adventure»                    | «Лягушка. Самое опасное приключение»  |
| 18          | «Madoushi — The Battle Between Mist and Clouds»   | «Мадоси. Битва братьев»               |
| 19          | «Ai — An Encounter With Clear»                    | «Аи. Встреча с Клиром»                |
| 20          | «Yu — The Secret of Gaudium»                      | «Ю. Тайна Гаудиума»                   |
| 21          | «Cactus — The Wandering Ocean»                    | «Кактус. Блуждающее море»             |
| 22          | «Moogle — Nostalgic Memories»                     | «Мугл. Давно утерянные воспоминания»  |
| 23          | «Teros — Long Lost Memories»                      | «Терос. В поисках летучей воды»       |
| 24          | «Chaos — The Earl Unveiled»                       | «Хаос. Разоблачение Графа»            |
| 25          | «Kaze — The Glory of Life»                        | «Кадзе. Торжество жизни»              |

## Саундтрек
Для сериала было написано несколько десятков композиций.

### Темы титров
- Over the FANTASY (тема начальных титров и финальная тема 25, заключительной серии, автор музыки — Нобуо Уэмацу, текст песни — Юко Эбинэ, аранжировка — Такахиро Андо, вокал — Кана Уэда)
- VIVID (тема финальных титров в первых 12 сериях, автор музыки и текста — Такаси Гэнодзоно солист группы FAIRY FORE, аранжировка группы FAIRY FORE совместно с Масао Акаси, исполнение — группа FAIRY FORE)
- Romancing Train (тема финальных титров с 13 по 24 серию, автор музыки, аранжировка — Такаси Кимура, автор текста — Мототака Сэгава, исполнение — группа Move (вокал — Юри Масуда, речитатив — Мототака Сэгава))

### CD
Первая часть официального саундтрека сериала, Final Fantasy: Unlimited Music Adventure Verse 1 за авторством композиторов Нобуо Уэмацу, Сиро Хамагути, и Акифуми Тады была выпущена 19 декабря 2001 года под лейблом звукозаписи Geneon. Вторая часть саундтрека, Final Fantasy: Unlimited Music Adventure Verse 2 за авторством тех же авторов была выпущена 17 апреля 2002 года.
| 1. Top Title 2. Ai’s Theme 3. Mysterious Boy, Fungo 4. Yu’s Theme 5. A little courage 6. The endless road… 7. Subtitle 8. Enter Kaze 9. Difficult battle 10. Silent wind 11. Departing wind 12. The Magun has Thawed 13. Firing of the Magun 14. Preview 15. Enter monster 16. Trampled by the monster 17. Colossal Fortress Gaudium 18. Tyrant’s dinner table 19. Unseen anxiety 20. Strange feeling 21. Subway 22. Fabula’s mansion 23. The absurd world 24. Chocobo will walk, no matter how far 25. Get out of here ~ 26. Emergence of an alternate world 27. Summoning the beast’s return 28. City of fruit 29. Nihilistic world 30. Cid the genius scientist 31. The hearts that touch 32. Recollections of Lisa 33. Over the FANTASY 34. Over the FANTASY (Luckspin Remix) 35. Over the FANTASY (EXOTIC Remix) | 1. Prayer: Lisa 2. Home Town: Kaze 3. Recollection: Kaze 4. Over the FANTASY (TV Size) 5. Underwater Voyage 6. The Ocean Puzzle 7. Reminiscence: Ai and Yu 8. Peace~Hard Fight: Ai and Yu 9. Hard Fight: Lisa 10. Kigen Dragon 11. Comodeen 12. Miles 13. Cid 14. Cactuar 15. Lou 16. Transformation: Lou 17. Moogle 18. Chocobo 19. Ciel Chocobo 20. VIVID (TV Size) 21. Fungus 22. Herba 23. Pist 24. Oscha 25. Formidable Enemy 26. Run! 27. Omega 28. Shotgun Kaze 29. Makenshi 30. Sword Dragon 31. Demon Sword 32. Death 33. Battle to the Death 34. Phoenix 35. Victory 36. Airborne Assault 37. Romancing Train (TV Size) |